# Die Odyssee (2026)
Die Odysee ist ein 2026 erscheinender Action-Fantasy-Film, der von Christopher Nolan geschrieben, inszeniert und co-produziert wurde. Der Kinostart von „The Odyssey“ in Deutschland ist für den 16. Juli 2026 geplant.
Der Film ist eine Adaption des Homer zugeschriebenen antiken griechischen Epos Odyssee. Matt Damon spielt Odysseus, den griechischen König von Ithaka. Der Film erzählt die Geschichte seiner langen und gefährlichen Heimreise nach dem Trojanischen Krieg, auf der er versucht, seine Frau Penelope wiederzufinden. Zum Ensemble gehören außerdem Tom Holland, Anne Hathaway, Zendaya, Lupita Nyong’o, Robert Pattinson, Charlize Theron und Jon Bernthal. Der Film wird von Nolans Produktionsfirma Syncopy produziert und von Universal Pictures vertrieben.
Nach der erfolgreichen Veröffentlichung und Preisverleihung des Films Oppenheimer (2023) begann Nolan mit dem Schreiben seines nächsten Films und im Oktober 2024 wurde bekannt gegeben, dass er dafür erneut mit Universal zusammenarbeiten würde. Das Casting fand in den folgenden Monaten statt und im Dezember 2024 wurde der Film als Adaption der Odyssee angekündigt. Die Dreharbeiten begannen im Februar 2025 und fanden in verschiedenen Regionen weltweit statt, darunter Marokko, Griechenland, Italien, Schottland, Island und die Westsahara. Mit einem geschätzten Produktionsbudget von 250 Millionen Dollar wird dies der teuerste Film in Nolans Karriere und der erste Blockbuster, der vollständig mit 70-mm-IMAX-Filmkameras gedreht wurde.

## Inhalt
Die Odyssee folgt Odysseus, dem legendären griechischen König von Ithaka, auf seiner langen und gefährlichen Heimreise nach dem Trojanischen Krieg und schildert seine Begegnungen mit mythischen Wesen wie dem Zyklopen Polyphem, den Sirenen und der Hexengöttin Circe, während er versucht, wieder mit seiner Frau Penelope zusammenzukommen.

## Produktion

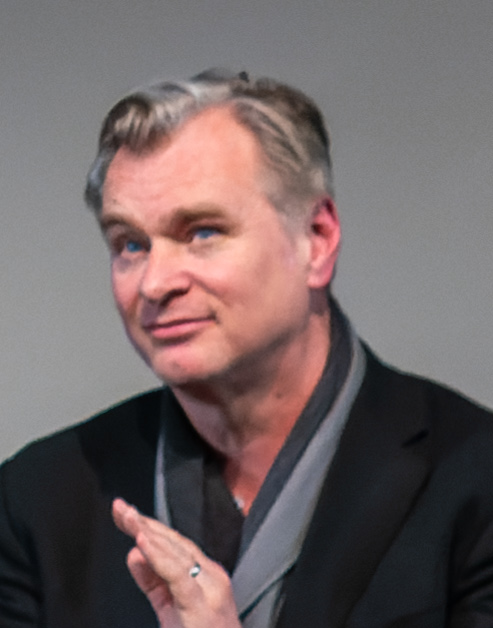
Autor und Regisseur Christopher Nolan arbeitete erneut mit Universal Pictures zusammen, um „Die Odyssee“ als Nachfolger von „Oppenheimer“ zu entwickeln.

Nachdem Regisseur Christopher Nolan im März 2024 für seinen Film Oppenheimer (2023) die Oscars für den besten Film und die beste Regie gewonnen hatte, begann er mit dem Schreiben des Drehbuchs für seinen nächsten Film.
Im Oktober 2024 wurde bekannt gegeben, dass Nolan seinen nächsten Film bei Universal Pictures entwickeln würde, nachdem er mit diesem Studio bereits bei Oppenheimer zusammengearbeitet hatte. Nolan schrieb erneut das Drehbuch und produzierte den Film mit seiner Frau Emma Thomas über ihre Produktionsfirma Syncopy. Matt Damon war in Gesprächen, um in dem Film mitzuspielen, nachdem er mit Nolan bereits bei Oppenheimer und Interstellar (2014) zusammengearbeitet hatte, und die Dreharbeiten sollten Anfang 2025 beginnen. Anders als Oppenheimer, den Universal bei einer Auktion erwarb, wurde dieser Film direkt im Studio gedreht. Der Hollywood Reporter widerlegte Spekulationen, dass der Film die britische Spionageserie Nummer 6 (1967–1968) adaptieren würde, für die Nolan bereits 2009 vorgesehen war. Damon wurde später im selben Monat für die Hauptrolle bestätigt, als Tom Holland gecastet wurde. Die früheren Nolan-Mitarbeiter Anne Hathaway – die in The Dark Knight Rises (2012) und Interstellar mitspielte – und Robert Pattinson, der in Tenet (2020) mitspielte, stießen im November neben Zendaya, Lupita Nyong’o und Charlize Theron zur Besetzung.
Im Dezember 2024 kündigte Universal Nolans neuen Film mit dem Titel „Die Odyssee“ an, eine Adaption von Homers Odyssee, einem antiken griechischen Epos. Das Studio beschrieb den Film als „mythisches Action-Epos“, das weltweit gedreht werden sollte. Nolan war ursprünglich als Regisseur des Films Troja (2004) vorgesehen, der auf Homers Vorgänger aus der Odyssee, der Ilias, basiert, entschied sich jedoch stattdessen für Batman Begins (2005). Das Budget für „Die Odyssee“ wurde auf 250 Millionen US-Dollar geschätzt, was ihn zum teuersten Film in Nolans Karriere machen würde. Weitere Castings fanden Anfang 2025 statt, wobei auch Nolans frühere Mitarbeiter Benny Safdie, Josh Stewart, Elliot Page, Himesh Patel, Bill Irwin und Anthony Molinari mit von der Partie waren. Weitere Schauspieler neben ihnen waren Samantha Morton, Jon Bernthal, John Leguizamo, Jesse Garcia, Will Yun Lee, Rafi Gavron, Shiloh Fernandez, Mia Goth, Corey Hawkins, Nick E. Tarabay, Jimmy Gonzales, Maurice Compte, Michael Vlamis, Iddo Goldberg und Ryan Hurst. Skeet Ulrich sagte, er habe Anfang Februar 2025 zusammen mit zwei anderen Schauspielern erfolglos für eine Rolle im Film vorgesprochen. Cosmo Jarvis war ebenfalls besetzt worden, stieg jedoch kurz vor Drehbeginn aufgrund eines Terminkonflikts aus und wurde anschließend durch Logan Marshall-Green ersetzt.
Damon wurde als Odysseus bestätigt, als Mitte Februar 2025, vor Drehbeginn später im selben Monat, ein überraschendes erstes Bild von ihm im Kostüm veröffentlicht wurde. Dies geschah, nachdem Gerüchte kursiert waren, dass Holland die Rolle spielen könnte; später wurde bestätigt, dass Holland Odysseus’ Sohn Telemachos darstellte. Verschiedene Kommentatoren und Historiker beschrieben das Kostüm, das Damon trug, als historisch ungenau im Hinblick auf die Rüstung, die Odysseus zur Zeit der Odyssee getragen hätte und was in der Ilias beschrieben wird. Kostümbildnerin Ellen Mirojnick und Komponist Ludwig Göransson unterschrieben beide, nachdem sie mit Nolan an Oppenheimer gearbeitet hatten.

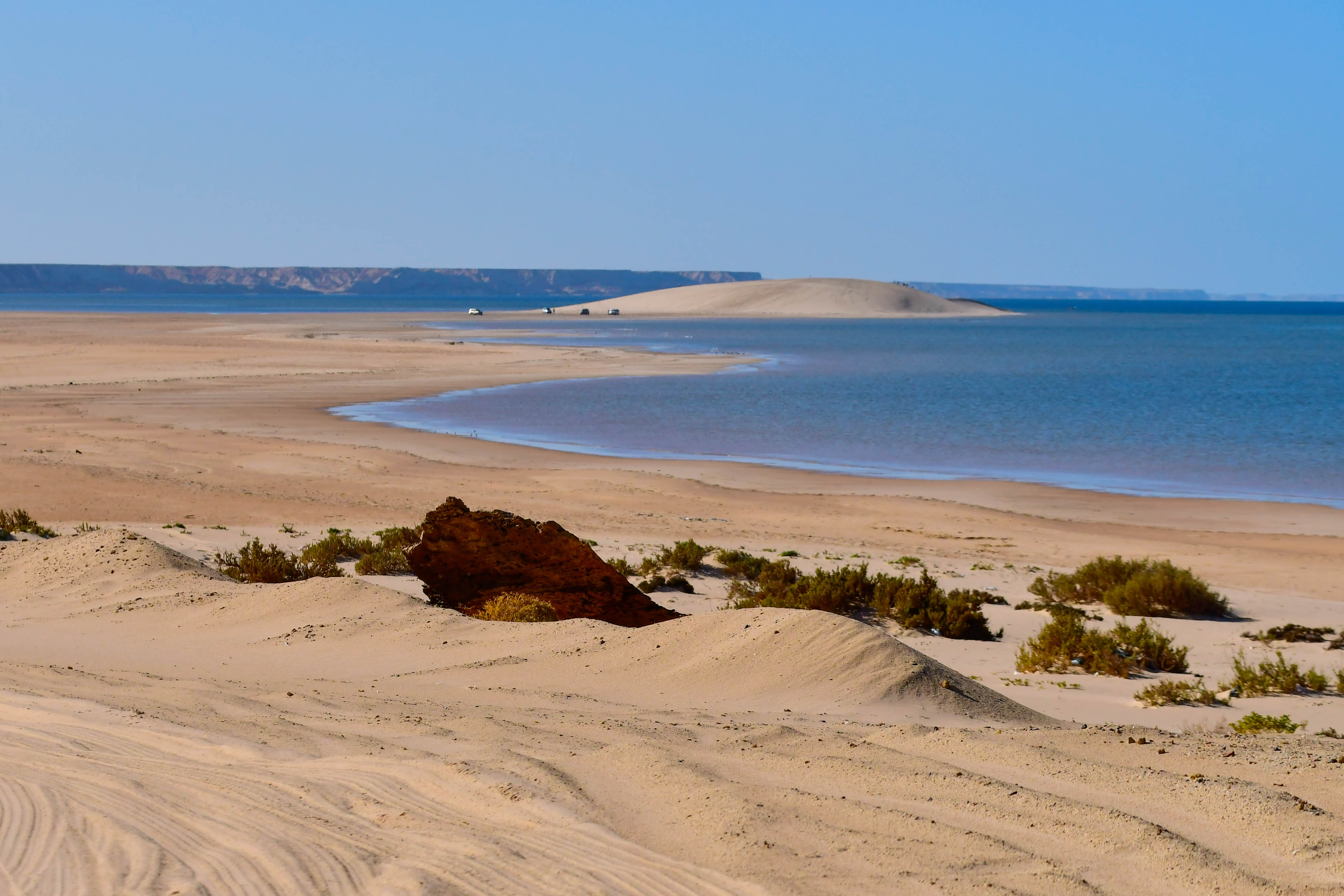
Einige Szenen wurden auf der Weißen Düne in der Nähe der marokkanisch besetzten Stadt Dakhla in der Westsahara gedreht, was einige Kritik hervorrief.

Die Dreharbeiten begannen im Februar 2025 im Dorf Aït-Ben-Haddou in der Stadt Ouarzazate, Marokko, um die Stadt Troja sowie die Städte Essaouira und Marrakesch abzubilden. Hoyte van Hoytema arbeitete erneut mit Nolan als Kameramann zusammen und drehte „Die Odyssee“ als ersten Blockbuster vollständig mit 70-mm-IMAX-Filmkameras, wobei eine neu entwickelte, leichtere und leisere Version und vorhandene Technologie verwendet wurden. Die Dreharbeiten fanden vom 10. bis 21. März in der Einheit Messenien auf der Peloponnes in Griechenland statt, in Pylos, der Burg Methoni, am Strand Almyrolakkos in Yialova und in der Nestorhöhle am Strand Voidokilia für Szenen mit dem Zyklopen Polyphem sowie an einer archäologischen Palaststätte in Akrokorinth, Korinth. Die Produktion arbeitete mit der NAF-Tochtergesellschaft von Faliro House Productions für die Dreharbeiten in Griechenland zusammen. Die Dreharbeiten dauerten insgesamt drei Wochen.
Am 27. März 2025 zog die Produktion auf die Ägadischen Inseln in Sizilien, Italien, um auf der Insel Favignana zu drehen, die im Gedicht als „Ziegeninsel“ bezeichnet wird. Anschließend fanden vom 15. April bis 15. Mai auf den Äolischen Inseln Dreharbeiten zu Wasser statt, um Szenen mit der mythologischen Insel Äolien zu drehen, die sich entlang der Inseln Lipari, Basiluzzo und Vulcano abspielten. Die Dreharbeiten in diesen Regionen unterlagen bestimmten Sicherheitsbeschränkungen durch lokale Verordnungen. Die Dreharbeiten fanden Anfang Mai 2025 in einem Tonstudio in Los Angeles statt, bevor Anfang Juni auf Findlater Castle in Moray, Schottland, gedreht wurde. Die Produktion zog Mitte des Monats bis Ende Juni in abgelegene Regionen Islands, darunter Landeyjahöfn, um, bevor sie für Szenen in Buckie Harbour und dem abgelegenen Sunnyside Beach in der Nähe von Cullen, Moray, nach Schottland zurückkehrte. Die Dreharbeiten fanden vom 3. bis 16. Juli 2025 im Culbin Forest statt, bevor es bis zum 25. Juli 2025 nach Findlater Castle ging. Theron drehte ihre Szenen als Circe in den letzten beiden Juliwochen.
Die Dreharbeiten fanden vier Tage lang zwischen dem 17. und 22. Juli 2025 mit Damon und Zendaya an der Weißen Düne nahe Dakhla in der Westsahara statt, einer Stadt unter marokkanischer Besatzung seit 1975. Die Frente Polisario – die von den Vereinten Nationen anerkannte Vertretung der Sahrauis in der Westsahara – verurteilte die Entscheidung, in der Westsahara zu drehen, als „Beschönigung des marokkanischen Kolonialismus“ und „Verstoß gegen internationales Recht und ethische Standards für kulturelle und künstlerische Arbeit“. Die Organisatoren des Sahara International Film Festival kritisierten die Entscheidung, in der Westsahara zu drehen, und erklärten, die Produktion würde „vielleicht unwissentlich und unabsichtlich“ dazu beitragen, Marokkos Besetzung des Gebiets und die Unterdrückung der Saharauis zu beschönigen. Die Festivalorganisatoren forderten einen Stopp der Produktion, doch die Dreharbeiten in dem Gebiet waren zu diesem Zeitpunkt bereits abgeschlossen. Unterdessen bezeichnete das marokkanische Filmzentrum den Film als eine wichtige Produktion für die Förderung der marokkanischen Filmindustrie und erklärte, es handele sich um den ersten großen amerikanischen Film, der in dem besetzten Gebiet gedreht wurde.

## Marketing
Ein 70 Sekunden langer Teaser-Trailer für Die Odyssee mit Hollands Telemachus und Bernthal wurde exklusiv in den Kinos gezeigt, bevor Universals Jurassic World: Die Wiedergeburt im Juli 2025 in die Kinos kam, ein Jahr vor dem Kinostart des Films. Der Teaser sollte später im selben Jahr online veröffentlicht werden, wurde aber kurz darauf online geleakt.

## Release
Die Odyssee soll von Universal Pictures am 16. Juli 2026 in den US-Kinos in den Formaten IMAX, IMAX 70 mm und Premium Large Format (PLF) gezeigt werden. Tickets für ausgewählte IMAX-70-mm-Vorführungen waren bereits am 17. Juli 2025 erhältlich, ein Jahr vor dem Kinostart. Mehrere dieser Vorstellungen waren innerhalb der ersten zwölf Stunden ausverkauft, darunter in der Hälfte der 22 verfügbaren Kinos in den USA.